# 井上ひさし
井上 ひさし（いのうえ ひさし、本名：井上 廈〈読み同じ〉、1934年〈昭和9年〉11月16日 - 2010年〈平成22年〉4月9日）は、日本の小説家、劇作家、放送作家。文化功労者、日本芸術院会員。
1961年から1986年までの本名は内山 廈（うちやま ひさし）。遅筆堂（ちひつどう）を名乗ることもあった。
日本劇作家協会理事、社団法人日本文藝家協会理事、社団法人日本ペンクラブ会長（第14代）などを歴任した。晩年は自身の蔵書を収蔵した遅筆堂文庫を造り、運営した（後述）。
先妻は西舘代志子。後妻のユリは元衆議院議員米原昶の娘。長女は元こまつ座主宰の井上都。三女は株式会社こまつ座社長の井上麻矢。

## 来歴

### 幼少時代
1934年11月16日、井上靖と競った文学青年の井上修吉を父とし、井上マスを母として山形県東置賜郡小松町中小松（現・川西町）に生まれる。修吉は実家が薬屋だったため薬剤師を目指す一方、農地解放運動に関わり、地方劇団「小松座」を主宰したほか、1935年には小松滋の筆名で書いた小説『H丸傳奇』が『サンデー毎日』第17回大衆文芸新人賞に入賞している。プロレタリア文学雑誌『戦旗』への投稿や同誌の配布の手伝いもしていた。マスが病院の下働きをしていたときに薬剤師助手の修吉と知り合い駆け落ちしたが、井上の籍には入らず、ひさしたち3兄弟は戸籍上は非嫡出子（婚外子）として生まれた。廈（ひさし）という名前は、『H丸傳奇』の舞台となった中国の厦門（アモイ）に由来する。5歳のとき父が脊髄カリエスで死亡。青年共産同盟（現在の日本民主青年同盟、通称・民青）に加入していた父親は3回検挙歴があり、そのときに受けた拷問の影響で脊髄を悪くしたとも語っていた。母親は夫に替わって薬屋を切り盛りする傍ら、闇米の販売や美容院経営などで3人の子を育てていたが、旅回りの芸人と同居を始める。その義父から虐待を受け、ストレスから円形脱毛症と吃音症になる。その後、義父に有り金を持ち逃げされた。山形では父が残した蔵書を乱読して過ごし、「神童」と言われていた。
母は一関市で飯場を営んでいた義父の居場所を突き止め、会社から義父を追い出して自ら社長の座につき土建業「井上組」を立ち上げた。当時アイオン・カスリーン台風の被害により一関市内の復興需要に対し土建業を担っていた。その際井上自身は、現在の世嬉の一酒造の蔵を借りて運営していた新星映画館（現：一関シネプラザ）にて切符もぎりのバイトをしていた。しかし、井上組の経営はうまくいかず会社は程なくして解散。生活苦のため母はカトリック修道会ラ・サール会の孤児院（現在の児童養護施設）「光が丘天使園」（宮城県仙台市）にひさしを預ける。そこではカナダ人修道士たちが児童に対して献身的な態度で接していた。カナダから修道服の修理用に送られた羅紗もまず子供たちの通学服に回し、自分はぼろぼろの修道服に甘んじ毎日額に汗して子供たちに食べさせる野菜などを栽培していた。このような修道士たちの生きかたは入所児童を感動させ、洗礼を受ける児童が続出した。ひさしもその一人となった（洗礼名：マリア・ヨゼフ。上京後、棄教している）。一方、井上の孤児院時代の友人によると、この孤児院は理不尽な体罰といじめが横行する弱肉強食の環境であり、当時の井上は弟と一緒だったが「小さな弟がいじめられて泣いてもかばえないような奴でした」「口がうまくてそれで渡り歩いたようなところがあった」、という。井上在園当時に園長を務めた石井恭一修道士も「ひさしさんはおとなしい子でしたよ。弟さんは小さくて、よくおねしょをしたので、皆にからかわれていました。彼はかばうことはせずに、はやし立てる仲間の方に加わっていました」と証言している。この当時のことは自著『四十一番の少年』にも描かれている。

### 学生時代
1950年、宮城県仙台第一高等学校へ進み孤児院から通学。在校中の思い出を半自伝的小説『青葉繁れる』に記している。在校中は新聞部に所属し、同級生に憲法学者の樋口陽一、1学年上級生には俳優の菅原文太がいた。在学中は投稿や読書、映画、野球に熱中し、成績は低迷。東北大学と東京外国語大学の受験に失敗して早稲田大学の補欠合格と慶應義塾大学図書館学科の合格を果たすも学費を払うことができず、孤児院の神父の推薦で1953年、上智大学文学部ドイツ文学科に入学し、代々木上原のラ・サール修道院から通う。しかしドイツ語に興味が持てなかった上、生活費も底をついたため2年間休学して岩手県の国立釜石療養所の事務職員となる。看護婦への憧れから医師を志し、東北大学医学部と岩手医科大学を受験して失敗。1956年、上智大学外国語学部フランス語科に復学。釜石で働いて貯めた15万円は、赤線に通い詰めて2か月で使い果たした。
在学中から、浅草のストリップ劇場フランス座を中心に台本を書き始める。当時のストリップは1回2時間程度のショーに先駆け1時間程度の小喜劇を出し物としており、殊にフランス座は渥美清を筆頭として谷幹一、関敬六、長門勇と言った後に日本を代表する喜劇役者の活躍の場であった。これらの大学時代の経験は、『モッキンポット師の後始末』に（かなりフィクションが交えられているが）小説化されている。

### 放送作家・劇作家時代
1960年に上智大学を卒業。放送作家として活動し、1961年、広告代理店に勤めていた好子と結婚（婿養子）、1963年から年子で娘を3人もうける。山元護久と共に『ひょっこりひょうたん島』を手がけ、1964年4月から5年間放映される国民的人気番組となる。舞台であるひょうたん島が「流れ着いた国」の一つ、「国民すべてが郵便局員」であるというポストリアの設定が郵政を馬鹿にしていると抗議があり放送が打ち切りになった。のち1970年4月より『ネコジャラ市の11人』が放送され、作風は近代化されたが時代的背景から体制批判であるとの抗議が立ち、『ひょっこりひょうたん島』に比べれば短期間の3年間の放映で終了となった。また、このころ、お茶の間の人気者として台頭しつつあったてんぷくトリオのコント台本を数多く手がけている（これらの作品は「コント台本」として出版されている）。1969年に、『ひょっこりひょうたん島』に声優として出演していた熊倉一雄が主宰する劇団テアトル・エコーに『日本人のへそ』を書き下ろしたのを契機に本格的に戯曲の執筆を始め、小説・随筆等にも活動範囲を広げた。

### 直木賞受賞とその後の活動
1972年7月、「手鎖心中」（『別冊文藝春秋』119号）で第67回直木三十五賞を受賞した。選考委員会では柴田錬三郎が「江戸爛熟期の風俗の調べがゆきとどかず、挿入の小唄が大正製であったりする不備があった」、司馬遼太郎も「作品そのものには多少の瑕瑾を指摘できる」と消極的意見も出される中、水上勉が「軽妙にしてずっしりと重い。おそらく日本文壇は、何年ぶりかで、個性ゆたかな作家を得たといえる」、松本清張も「ふざけた小説だとみるのは皮相で、作者は戯作者の中に入って現代の「寛政」を見ている」など、積極的意見に推されるかたちで綱淵謙錠の『斬』との同時受賞が決まった。
1974年1月から初の連載小説となる「熱風至る」を『週刊文春』に連載した。新選組をモチーフとした時代小説で、掲載予告では「人気絶頂作家の長篇小説が初めて週刊誌に登場」「ひさしの新選組」などの文言が踊る鳴り物入りの連載スタートだった。しかし、近藤勇が被差別部落出身だったとするなどの内容が編集部の不興を買い、連載は丸2年続いた後、完結を待たずに終了となった。
1982年2月、『吉里吉里人』で第33回読売文学賞、第2回日本SF大賞を受賞した。
1983年1月、劇団こまつ座を立ち上げている。第1回は1984年4月5日の『頭痛肩こり樋口一葉』であった。パンフレット「the座」を発行していて、前口上や後口上やシナリオを掲載していた。1986年、好子と離婚。井上、好子ともに記者会見をし、マスコミを賑わせた。この間、1985年12月4日、自宅で睡眠薬を服用して首を吊り、自殺を図ったが未遂に終わっている。翌年、米原ユリと再婚、男児をもうける。
日本ペンクラブ会長、日本文藝家協会理事、日本劇作家協会理事（2004年4月 - ）、千葉県市川市文化振興財団理事長（2004年7月 - ）、世界平和アピール七人委員会委員、仙台文学館館長（初代）、もりおか啄木・賢治青春館名誉館長（2002年 - ）などを歴任した。また多くの文学賞等の選考委員を務めており直木三十五賞、読売文学賞、谷崎潤一郎賞、大佛次郎賞、川端康成文学賞、吉川英治文学賞、岸田國士戯曲賞、講談社エッセイ賞、日本ファンタジーノベル大賞、小説すばる新人賞が挙げられる。2009年より文化学院の特別講師となっていた。以前、姉が文化学院でフランス語を教えていたことと、娘らが文化学院に在籍経験があることから引き受けたという。同年、日本藝術院会員に選ばれた。
1日40本はたばこを吸うという愛煙家で、「喫煙と肺癌は無関係」という見解をたびたび披露していたが、井上自身が2009年10月に肺癌と診断され、「やはり肺がんとたばこには因果関係があるんだね。さすがに禁煙したよ」と述べていたという。治療中の2010年4月9日に死去した。75歳没。
沖縄戦を題材にした新作戯曲『木の上の軍隊』の上演が2010年7月に予定され、豊竹咲大夫の求めに応じて井原西鶴の作品を元にした文楽の新作台本を2011年に上演する計画もあったが、いずれも執筆に至らなかった。
戒名は「智筆院戯道廈法居士（ちひついんぎどうかほうこじ）」。墓所は浄光明寺。
命日の4月9日は没後5年にあたる2015年より、代表作「吉里吉里人」にちなんで吉里吉里忌と名付けられている（文学忌）。

## 人物
- ミステリー小説が好きで『エラリー・クイーンズ・ミステリ・マガジン』を購読していた。自分が書いた芝居も「ほとんどが、全部推理仕立てなんです。推理仕立てで失敗した作品はそうないんです」[22]と語っている。
- 1982年に行われたインタビューで「僕もエスペラントを、夢中になってやった時期があります」[23]と語るなど、エスペラント語への関心が高かった。戯曲『イーハトーボの劇列車』では、登場人物である宮沢賢治がエスペラントの講習を行っている。
- 謂れのない批判には猛然と反撃した。朝日新聞の書評で『吉里吉里人』が大江健三郎の『同時代ゲーム』のパロディだと書かれたことをめぐって「僕に対しては勿論、大江さんにも失礼です。書評家の名前が分ったら、僕は決闘を申し込みます。僕は杖術の使い手だから負けません。あの書評家の脳味噌をゴチャゴチャに掻きまわしてやります。批判してはいけない、といっているのじゃありません。事実を調べずに、また肝腎の本を読みもせずにきいた風のことを言う文筆家は困るのです。毒虫です。人間じゃない。言葉の本当の意味で「馬鹿」です」[24]と語っている。
- プロ野球の東京ヤクルトスワローズのファンの著名人として知られているが、数少ない国鉄スワローズ時代からのファン。これは1952年に同郷の佐藤孝夫がもしも新人王を取ったらば未来永劫応援し続けるとキリストに祈ったらその通りとなり、結果やめたら「天罰が下るのが怖い」から応援し続けているとのことである。また、三女の石川麻矢によると、パシフィック・リーグでは近鉄バファローズのファンであったという[25]。

## 作家としての特徴
- 「難しいことを易しく、易しいことを深く、深いことを愉快に、愉快なことを真面目に書くこと」[† 6]を創作のモットーとしており、文体は軽妙であり言語感覚に鋭い。
- 言葉に関する知識が、「国語学者も顔負け」と称されるほど深く、『週刊朝日』において大野晋、丸谷才一、大岡信といった当代随一の言葉の使い手とともに『日本語相談』を連載する。また、『私家版日本語文法』や『自家製文章読本』など、日本語に関するエッセイ等も多い。
- 自他共に認めるたいへんな遅筆で有名。自ら「遅筆堂」という戯号を用いるほどで、特に戯曲『パズル』完成に間に合わず雲隠れした「パズル事件」は有名。休演や初日延期の事態になった場合の損失には私財を投じて補填したという。1983年に自作の戯曲を専門に上演する劇団「こまつ座」を創立したが、その後も唯一の座付き作家である井上の遅筆により、公演中止や幕開け初日の延期による公演期間短縮などの騒動も何度か起こしている。
- あまりの遅筆のため、ふつうは上演前に台本の原稿が仕上がると業者に回して謄写版を切ってもらうのだが井上の場合それが間に合わず、自らガリ版を切ることが多かった[26]。娘の麻矢によると「書き始めると早いのだが、それまでに時間がかかった」とのこと[27]。親交のある永六輔によると「『遅筆がひどいのでパソコンで字を書こうと考えている』と話していたが、どちらにしても同じだからやめなさいと説得し、結果やめていた」という。ただし、自ら台本のガリ版を切っていただけあって、井上の原稿は丁寧で大変読みやすいものだった。
- 戯曲の完成度の高さは現代日本においては第一級のものであり、数々の役職を含め、日本を代表する劇作家として確固たる地位を確立した。死去に際しては「国民作家の名にふさわしい」（別役実、産経新聞）「井上作品のあの深みと重み。同じ方向に行っても勝てるわけはないですから」（三谷幸喜、朝日新聞）「父のような存在でした。いつか“ライバルです”って、言ってみたかった」（野田秀樹、同）と、当代を代表する劇作家たちからの最大級の賛辞が追悼コメントとして並んだ。また井上作品『ムサシ』の英米公演を控えた演出家の蜷川幸雄は訃報を受け「井上さんの舞台は世界の最前線にいるんだということを伝えたい」（報知新聞）と語っている。彼の書評眼の鋭さに対する賞賛の声もまた存在している。
- 膨大な資料を収集して作品を描くことでも著名で、蔵書は後述の「遅筆堂文庫」として寄贈された。同様に膨大な資料を元に作品を描くことで有名な司馬遼太郎と同じ資料を探していて、一足違いで先を越されたエピソードもある。
- 井上の政治的姿勢に抗議電話をかけてきた右翼に対し「あなたは歴代天皇の名前が言えるのか、自分は言える」とやりこめた逸話もある[28]。
- 井上には戯曲『父と暮せば』や『紙屋町さくらホテル』、朗読劇『少年口伝隊一九四五』など広島への原爆投下を題材にした作品も多いが、これについて2009年7月に広島市で行われた講演会で「同年代の子どもが広島、長崎で地獄を見たとき、私は夏祭りの練習をしていた。ものすごい負い目があり、いつか広島を書きたいと願っていた」「今でも広島、長崎を聖地と考えている」と話した[29][30]。
- 「浅草フランス座は、ストリップ界の東京大学だった」と語っている。[31]

## ドメスティック・バイオレンス（DV）をめぐって
ひさしが電通のディレクターから寸借詐欺に遭ったときに、前妻である好子も被害者の一人であったことが交際するきっかけとなった。
ひさしの三女である石川麻矢が1998年に自らの生い立ちと家庭について綴った『激突家族 井上家に生まれて』（中央公論社）によると、ひさしと当時の夫人・好子（麻矢の母）は共に強い個性の持ち主で、互いに妥協することをしなかった。夫婦喧嘩は大変派手で、場所をかまわず「やったらとことん」で、子どもが二人の間に介入することも嫌っており、子どもに対して暴力をふるったことはなかった。当時は家庭内が険悪だったわけではなく、好子はひさしにとって「優秀なプロデューサーであり、マネージャーであった」と石川は記している。執筆でひさしの足がむくむと好子はそれを取るためのマッサージをした。やがて、筆が進まなくなるなどで、ひさしは好子に暴力を振るうようになり、編集者も「好子さん、あと二、三発殴られてください」などと、ひさしの暴力を煽った。殴られて顔が変形しても「忍耐とかそんな感情ではなく、作品を作る一つの過程とでも思っているような迫力で父を支えていた」と石川は記している。
ひさしの作品を専門に上演する「こまつ座」の旗揚げは二人にとって共通の大きな夢の実現だったが、石川はその中で夫婦の方向性が少しずつずれてきたと記している。その時期から、好子はどんなに迷惑を掛けても素晴らしい作品を残せばいいというひさしを傲慢だと思うようになった。さらに『パズル』の台本が完成せずに上演をキャンセルしたことで、好子は作家の妻の立場と関係者に迷惑をかけたこととの間で苦しんだと述べている。
この時期に好子とこまつ座舞台監督の西舘督夫との不倫が発覚、1985年に井上家を出て翌年6月離婚。石川は“不倫”が発覚した当時、好子が座長と作家の妻の立場の狭間で疲れ切っていたこと、更年期に当たっていたこと、ひさしが好子にとても厳しかったことを挙げている。
離婚後、西舘好子は『修羅の棲む家』（はまの出版）でひさしから受けた家庭内暴力を明かした。この本で「肋骨と左の鎖骨にひびが入り、鼓膜は破れ、全身打撲。顔はぶよぶよのゴムまりのよう。耳と鼻から血が吹き出て…」と克明に記している。ひさし自身も離婚以前に「家庭口論」等のエッセイで自身のDVについて触れている。一方で、好子がひさしに「嚙み付く、ひっかく、飛び道具を使う、嚙んだら離さない」等の暴力を一方的に振るわれていたわけではなかったという矢崎泰久の目撃証言もある。
これらのDVについて、ひさし側は真偽もふくめて黙殺する対応をとり、公職や公的活動も一切控えることをしないまま、特に追及する声も起らずに話題としては終息した。小谷野敦も『週刊新潮』追悼記事でのコメントでは、作品への賛辞に園遊会問題（政治的発言の項参照）への批判を添えながら、この話題には一切触れていない。西舘好子はその自著で、ひさしが人気作家であることから、いかに出版社の人間たちがひさしを守っていたかを綴っている。また、上記の出版当時、ひさしと疎遠であった石川は数年後に長女の都と入れ替わって、こまつ座の代表に就任するなど急速な和解ぶりを示し、死に際しても異例の記者会見で悼辞を述べるに至った一方、逆に都が臨終にも呼ばれなかったなど複雑な家族関係が『週刊ポスト』に指摘された。なお『激突家族 井上家に生まれて』には、都はひさしの離婚時に「泣いて抵抗したにもかかわらず」こまつ座の代表になったという記述がある（189ページ）。なお、二女の綾も臨終・葬儀に呼ばれていない。
後妻の井上ユリはひさし没後の2010年6月に発売された『文藝春秋』7月号に寄稿した「ひさしさんが遺したことば」において、ひさしとの結婚生活において口論になったことはほとんどなかったと記した。
また、西舘好子は2018年2月20日に発行された『家族戦争 うちよりひどい家はない!?』（幻冬舎）の「第四幕 切っても切れない深い結びつき 家族の晩期」において、「泥沼離婚をしたあと、私たちは真夜中の電話を二十数年間続けていました。（中略）今振り返れば、あの二十数年という歳月は、お互いの憎悪を浄化するために必要な時間だったのかもしれない、と思います。冗談を言い合い、ふざけ合っていたときは、単なる仲のいい友人同士でした。」と述べ、また「家族戦争を終えた今は、井上さんの書いた作品が次の世代に読み継がれ、多くの人に笑ったり泣いたりしてもらえることを、私は心より願っています。」と記した。

## 社会活動
1987年、故郷である山形県東置賜郡川西町に蔵書を寄贈し図書館「遅筆堂文庫」が開設される。収蔵されている本には線などの書き込みがなされ、全ての本に目を通していることが実感できる。また、同所にて「生活者大学校」を設立。顔の広さから数々の言論人の講座を開講した。農業関係の催しが多い。
1996年、岩手県一関市で3日間、作文教室を行い、この時の講義録が『井上ひさしと141人の仲間たちの作文教室』（後に新潮文庫）になる。
1998年には仙台文学館の初代館長、現大崎市の吉野作造記念館（後に作造兄弟の評伝劇「兄おとうと」2003年を書く）の名誉館長に就任する。

## 社会的・政治的な事柄についての見解
1999年3月、日本共産党委員長・不破哲三との対談集『新日本共産党宣言』（光文社）を出版した。また、2004年6月、「九条の会（きゅうじょうのかい）」の9人の「呼びかけ人」の1人となり各地で「（日本の平和を守るために）日本国憲法第9条を変えるな」と訴えるなど政治的な活動も古くから行っていた。国鉄分割民営化については「ナショナルアイデンティティの崩壊につながる」とし反対する議論を『赤旗日曜版』に寄稿した。
無防備都市宣言を支持しており、「（真の国際貢献をなすためには、）例えば医学の世界で、日本が世界最良の病院となるようにし、ノーベル医学賞は毎年日本人が貰い、日本人が癌の特効薬を開発し、世界中の医師が日本語でカルテを書くようになれば、ブッシュさんもプーチンさんも世界中の富豪も、日本に診療してもらいたくなり人質同様になれば、そんな日本を攻撃できない、してはいけないと思うようになる。」と発言をしている。なお、小説『吉里吉里人』には吉里吉里国の国策として同様の設定が見られ、「文明による武装」として作中に登場する自衛隊員に訴えている。
前妻・西舘好子はひさしを「徹底した天皇制批判者」と記し（『修羅の棲む家』）、娘の石川麻矢も「父は基本的には天皇制に反対の立場を取ってきた」と述べている（『激突家族 井上家に生まれて』）。しかし、その後考えに変化があったのか、ひさしが文化功労者を辞退せず、その後天皇主催の茶会に出席し、大岡昇平、木下順二、武田泰淳ら、反体制文学者が辞退した芸術院会員になったことを小谷野敦は批判しており（『天皇制批判の常識』洋泉社）、『週刊新潮』の追悼特集でも、いくつかの戯曲への絶賛に添える形ではあるが、あえてこの件に触れた。また、絓秀実なども「天皇制支持、反戦というのは『戦後民主主義』だ」としてひさしを批判していた（『小ブル急進主義批評宣言』）。

## 交友関係
活動初期はテアトル・エコーの座付き作者に近い存在であり、主宰者・熊倉一雄らとの交友も長い。その後は木村光一、栗山民也、鵜山仁、晩年は蜷川幸雄との作・演出コンビが多かった。『ひょっこりひょうたん島』『忍者ハットリくん』など放送台本の多くを共同執筆した山元護久は1978年に早世している。
小説関係では、晩年は大江健三郎と行動をともにすることが多かったが、同い年でやはり笑いを武器にする筒井康隆との親交も深く、この三人は相互にエールを送る文章が多い。ともに娯楽色の強い小説が多かったひさしと筒井が『吉里吉里人』と『虚人たち』以降、強い実験性を打ち出すようになったのも軌を一にしており、劇作との二足のわらじなど共通点も多い。井上の死の数日後、筒井はネットエッセイ「偽文士実録」(当該部分は2013年6月角川書店刊)で「井上ひさしが死んでしばらくは茫然として何も手がつかなかった」と記している。なお、新潮社は一時期「小説新潮新人賞」をひさしと筒井の二人だけで選考させていた。
一世代上の司馬遼太郎を尊敬しており、親交があるほか、対談をし共著で『国家・宗教・日本人』を出している （後にひさしは司馬遼太郎賞の選考委員を長く務めた）。親交はなかったが、安部公房も尊敬しており、同じ読売文学賞の選考委員になった時期があったものの、なかなか話す機会がなかったという。
高校の先輩である菅原文太とは中年以降に交友が再開し、ベストセラー『吉里吉里人』の映画化権も菅原に委ねられた。これは結局実現しなかったにもかかわらず、30年近くも引き上げることなく預けっぱなしになっていたことが死の際に明らかになった（読売新聞ほか）。
マンガ家の本宮ひろ志とは、市川市で長く隣家の関係だったことがあり、交流があった。本宮はエッセイ『天然まんが家』（集英社）で、井上への尊敬を記している。
劇作家、演出家のロジャー・パルバースは井上作品の翻訳を行っているほか、個人的にも交流があり、1976年に彼の招きにより井上は、オーストラリア国立大学日本語科で客員教授として講義を行っている。
イラストレーターでも安野光雅、和田誠など何人かの名コンビが存在するが、山藤章二が他を圧して多く、共著扱いの本も少なくない。山藤の、出っ歯を思い切って強調した井上像は本人の写真や映像以上に広く浸透している。

## 受賞等
- 1972年 - 『道元の冒険』で第17回岸田國士戯曲賞、第22回芸術選奨新人賞
- 1972年 - 『手鎖心中』で第67回直木三十五賞
- 1980年 - 『しみじみ日本・乃木大将』『小林一茶』で第31回読売文学賞（戯曲賞）
- 1982年 - 『吉里吉里人』で第2回日本SF大賞[41]、第33回読売文学賞（小説賞）、第13回星雲賞（日本長編部門）
- 1986年 - 『腹鼓記』『不忠臣蔵』で第20回吉川英治文学賞
- 1991年 - 『シャンハイムーン』で第27回谷崎潤一郎賞
- 1999年 - 『東京セブンローズ』で第47回菊池寛賞、川西町名誉町民
- 2001年 - 第71回朝日賞[42]
- 2003年 - 『太鼓たたいて笛吹いて』で第44回毎日芸術賞、第6回鶴屋南北戯曲賞
- 2004年 - 文化功労者
- 2009年 - 第65回日本芸術院賞・恩賜賞
- 2010年 - 第17回読売演劇大賞芸術栄誉賞、山形県県民栄誉賞[43]

## 作品一覧

### ラジオ
- Xマン（1960年 旧TBSラジオ）
- モグッチョチビッチョこんにちは（1962年 NHK第1放送）
- 吉里吉里独立す（1964年 NHK第1放送。ラジオ小劇場枠。『吉里吉里人』の前駆）
- ブンとフン（1969年 NHK第1放送。1970年小説化）

### テレビ
- ひょっこりひょうたん島（1964年 - 1969年 山元護久と共作。NHK総合テレビ）
- 忍者ハットリくん (実写版)（1966年。「服部半蔵」名義。主題歌『忍者ハットリくん』の作詞も担当）
- 忍者ハットリくん+忍者怪獣ジッポウ（1967年、「服部半蔵」名義）
- ピュンピュン丸（1967年、1970年 エンリコ・トリゾーニ名義で山元護久と共同脚本。番組打ち切りの影響で作品の一部が後年放送された）
- ムーミン（1969年 『ムーミンのテーマ』作詞他）
- ひみつのアッコちゃん（第1期（1969年）主題歌『ひみつのアッコちゃん』『すきすきソング』作詞（山元護久と共作））
- ネコジャラ市の11人（1970年 山元護久、山崎忠昭と共作。NHK総合テレビ）
- アンデルセン物語（1971年 オープニングソング『ミスター・アンデルセン』作詞他）
- モッキンポット師の後始末（1972年 家庭口論と共に原作とした連続ドラマ『ボクのしあわせ』がフジテレビジョンにて毎週月曜日放送。今野勉演出。1973年8月6日 - 12月24日）
- 國語元年（1985年 ドラマ人間模様枠にて45分5話構成で放送。翌年舞台劇化。NHK総合テレビ）
- 月なきみそらの天坊一座（1986年 銀河テレビ小説枠にて20分15話構成で放送。翌年再編集されファミリードラマ枠で再放送。 NHK総合テレビ）

### 小説・童話
- 『ブンとフン』（朝日ソノラマ 1970年 のち新潮文庫 ISBN 978-4101168012）
- 『モッキンポット師の後始末』（講談社 1972年 のち文庫 ISBN 978-4061312586）
- 『手鎖心中』（文藝春秋 1972年 のち文庫 ISBN 978-4167111274)
- 『青葉繁れる』（文藝春秋 1973年 のち文庫 ISBN 978-4167111267）（岡本喜八監督で同名映画化）
- 『四十一番の少年』（文藝春秋 1973年 のち文庫 ISBN 978-4167111021）
- 『イサムよりよろしく』（文藝春秋 1974年 のち文庫 ISBN 978-4167111045）
- 『いとしのブリジット・ボルドー』（講談社 1974年 のち文庫 ISBN 978-4061313804）
- 『おれたちと大砲』（文藝春秋 1975年 のち文庫 ISBN 978-4167111052）
- 『合牢者』（文藝春秋 1975年 のち文庫 ISBN 978-4167111069）
- 『ドン松五郎の生活』（新潮社 1975年 のち文庫 ISBN 978-4101168043） - 中田新一監督で同名映画化[44]
- 『浅草鳥越あずま床』（新潮社 1975年 のち文庫 ISBN 978-4101168081）
- 『日本亭主図鑑』（新潮社 1975年 のち文庫 ISBN 978-4101168050）
- 『新東海道五十三次』（文藝春秋 1976年 のち文庫 ISBN 978-4167111076）
- 『偽原始人』（朝日新聞社 1976年 のち新潮文庫 ISBN 978-4101168067）
- 『新釈遠野物語』（筑摩書房 1976年 のち新潮文庫 ISBN 978-4101168074）
- 『黄色い鼠』（文藝春秋 1977年 のち文庫 ISBN 978-4167111083）
- 『十二人の手紙』（中央公論社 1978年 のち文庫 ISBN 978-4122051034）
- 『ファザー・グース 第1集』（青銅社 1978年）
- 『さそりたち』（文藝春秋 1979年 のち文庫 ISBN 978-4167111090）
- 『戯作者銘々伝』（中央公論社 1979年 のち文庫、ちくま文庫）
- 『他人の血』（講談社 1979年 のち文庫 ISBN 978-4102124048）
- 『花石物語』（文藝春秋 1980年 のち文庫 ISBN 978-4167111106）
- 『喜劇役者たち』（講談社 1980年 のち文庫 ISBN 978-4061831049）
- 『下駄の上の卵』（岩波書店 1980年 のち新潮文庫 ISBN 978-4101168104）
- 『吉里吉里人』（新潮社 1981年 のち文庫 ISBN 978-4101168166）
- 『月なきみそらの天坊一座』（新潮現代文学、1981　のち文庫）
- 『にっぽん博物誌』（朝日新聞社 1983年 のち文庫）
- 『ライオンとソフトクリーム』ひさかたチャイルド（ひさかたメルヘン）1983
- 『四捨五入殺人事件』（新潮文庫 1984年、中公文庫 2020年）
- 『犯罪調書』（集英社文庫 1984年）
- 『不忠臣蔵』（集英社 1985年 のち文庫） - 討ち入りに参加しなかった赤穂藩士たちを描く。ただし史実と異なる内容もある。
- 『モッキンポット師ふたたび』（講談社文庫 1985年）
- 『江戸紫絵巻源氏』（文春文庫 1985年）
- 『腹鼓記』（新潮社 1985年 のち文庫）
- 『馬喰八十八伝』（朝日新聞社 1986年 のち文庫）
- 『四千万歩の男 蝦夷篇』 (「日本歴史文学館」講談社 1986年 のち文庫）
- 『野球盲導犬チビの告白』（実業之日本社 1986年 のち文春文庫）
- 『ナイン』（講談社 1987年6月 のち文庫）
- 『四千万歩の男 伊豆篇』（「日本歴史文学館」別巻）（講談社 1989年 のち文庫）
- 『たそがれやくざブルース』（講談社文庫 1991年 ISBN 978-4061849150）
- 『百年戦争』（講談社文庫 1994年 ISBN 978-4061856622）
- 『わが友フロイス』（ネスコ 1999年 ISBN 978-4890360956）
- 『東京セブンローズ』（文藝春秋 1999年 のち文庫 ISBN 978-4163183800）
- 『イソップ株式会社』和田誠絵（中央公論新社 2005年 のち文庫 ISBN 978-4120036422）
- 『京伝店の烟草入れ 井上ひさし江戸小説集』（講談社文芸文庫 2009年 ISBN 978-4062900461）
- 『一週間』（新潮社 2010年）のち文庫
- 『グロウブ号の冒険 附ユートピア諸島航海記』（未完）（岩波書店 2011年）
- 『黄金の騎士団』（未完）（講談社 2011年）のち文庫
- 『東慶寺花だより』（未完）（文藝春秋 2011年）のち文庫(『駆込み女と駆出し男』の題で映画化(原田眞人監督))
- 『一分ノ一』（未完）（講談社 2011年）のち文庫
- 『言語小説集』（新潮社 2012年）のち文庫
- 『熱風至る』（未完）（幻戯書房 2022年）

### 戯曲
※情報は初演時のもの。
- 日本人のへそ（1969年 テアトル・エコー）※1977年に須川栄三監督で映画化
- 表裏源内蛙合戦（1970年 テアトル・エコー）
- 十一ぴきのネコ（1971年 テアトル・エコー）
- 道元の冒険（1971年 テアトル・エコー）
- 珍訳聖書（1973年 テアトル・エコー）
- 藪原検校（1973年 五月舎/西武劇場）-  『雨』と「小林一茶』とともに「江戸三部作」とされる[45]
- 天保十二年のシェイクスピア（1974年 西武劇場）
- それからのブンとフン（1975年 テアトル・エコー） - 井上の小説『ブンとフン』の自身による劇化
- たいこどんどん（1975年 五月舎）※井上の小説『江戸の夕立ち』の自身による劇化
- 四谷諧談（1975年 芸能座）
- 雨（1976年 五月舎/西武劇場）
- 浅草キヨシ伝（1977年 芸能座）
- 花子さん（1978年 五月舎）
- 日の浦姫物語（1978年 文学座）
- しみじみ日本・乃木大将（1979年 芸能座）
- 小林一茶（1979年 五月舎）
- イーハトーボの劇列車（1980年 三越劇場/五月舎）
- 唐来参和（1982年 しゃぼん玉座）※井上の同名小説の小沢昭一による劇化
- 国語事件殺人辞典（1982年 しゃぼん玉座）
- 化粧（1982年 地人会）
- 吾輩は漱石である（1982年 しゃぼん玉座）
- 化粧 二幕（1982年 地人会）
- もとの黙阿弥（1983年 松竹）
- うかうか三十、ちょろちょろ四十（1983年 劇団若草）
- 芭蕉通夜舟（1983年 しゃぼん玉座）
- 頭痛肩こり樋口一葉（1984年 こまつ座）
- きらめく星座（1985年 こまつ座） - 『闇に咲く花』『雪やこんこん』とともに「昭和庶民伝三部作」とされる[46]
- 國語元年（1986年 こまつ座）
- 泣き虫なまいき石川啄木（1986年 こまつ座）
- 花よりタンゴ（1986年 こまつ座）
- キネマの天地（1986年 松竹）
- きらめく星座（1987年 こまつ座）
- 闇に咲く花（1987年 こまつ座）- 『きらめく星座』『雪やこんこん』とともに「昭和庶民伝三部作」とされる
- 雪やこんこん（1987年 こまつ座）- 『きらめく星座』『闇に咲く花』とともに「昭和庶民伝三部作」とされる
- イヌの仇討（1988年 こまつ座） - 討ち入り当夜の吉良義央が生類憐れみの令に反発し、犬のいない理想郷を夢見る。「登場人物」は吉良方の男女十名余のみで、赤穂義士は声のみの「発声人物」[47]。
- 人間合格（1989年 こまつ座）
- シャンハイムーン（1991年 こまつ座）
- ある八重子物語（1991年 松竹）
- 中村岩五郎（1992年 地人会）
- マンザナ、わが町（1993年 こまつ座）
- 父と暮せば（1994年 こまつ座）※2004年に黒木和雄監督で映画化
- 黙阿彌オペラ（1995年 こまつ座）
- 紙屋町さくらホテル（1997年 新国立劇場）
- 貧乏物語（1998年 こまつ座）
- 連鎖街のひとびと（2000年 こまつ座）
- 化粧二題（2000年 こまつ座）
- 夢の裂け目（2001年 新国立劇場）- 「夢の泪」「夢の痂」とともに「東京裁判三部作」とされる[48]
- 太鼓たたいて笛ふいて（2002年 こまつ座）
- イヌの仇討あるいは吉良の決断（2002年 オペラシアターこんにゃく座）
- 兄おとうと（2003年 こまつ座）
- 夢の泪（2003年 新国立劇場） - 「東京裁判三部作」の一つ
- 水の手紙（2003年 国民文化祭・やまがた2003）
- 円生と志ん生（2005年 こまつ座）
- 箱根強羅ホテル（2005年 新国立劇場）
- 夢の痂（〜のかさぶた）（2006年 新国立劇場） - 「東京裁判三部作」の一つ
- 私はだれでしょう（2007年 こまつ座）
- ロマンス（2007年 こまつ座/シス・カンパニー）
- リトル・ボーイ、ビッグ・タイフーン〜少年口伝隊一九四五〜（2008年 日本ペンクラブ）
- ムサシ（2009年こまつ座/ホリプロ）
- 組曲虐殺（2009年 こまつ座/ホリプロ）

### 随筆
- 『家庭口論』正続（中央公論社 1974年 - 1975年 のち文庫 ISBN 978-4122003095）
- 『ブラウン監獄の四季』（講談社 1977年 のち文庫 ISBN 978-4061315761）
- 『笑談笑発 対談集』（講談社文庫 1978年 ISBN 978-4061315211）
- 『パロディ志願 エッセイ集1』（中央公論社 1979年 のち文庫）
- 『風景はなみだにゆすれ エッセイ集2』（中央公論社 1979年 のち文庫）
- 『ジャックの正体 エッセイ集3』（中央公論社 1979年 のち文庫）
- 『さまざまな自画像 エッセイ集4』（中央公論社 1979年 のち文庫）
- 『私家版日本語文法』（新潮社 1981年 のち文庫 ISBN 978-4101168142）
- 『聖母の道化師 エッセイ集5』（中央公論社 1981年 のち文庫）
- 『ことばを読む』（中央公論社 1982年 のち文庫）
- 『井上ひさしの世界』（白水社 1982年）
- 『本の枕草紙』（文藝春秋 1982年 のち文庫）
- 『自家製文章読本』（新潮社 1984年 のち文庫 ISBN 978-4101168197）
- 『ああ幕があがる 井上芝居ができるまで』（こまつ座共著 朝日新聞社 1986年）
- 『遅れたものが勝ちになる エッセイ集6』（中央公論社 1989年 のち文庫）
- 『悪党と幽霊 エッセイ集7』（中央公論社 1989年 のち文庫）
- 『井上ひさしのコメ講座』正続（岩波ブックレット 1989年 - 1991年）
- 『やあおげんきですか』（集英社文庫 1989年）
- 『コメの話』（新潮文庫 1992年）
- 『どうしてもコメの話』（新潮文庫 1993年）
- 『ニホン語日記』全2巻（文藝春秋 1993年 - 1996年 のち文庫）
- 『死ぬのがこわくなくなる薬 エッセイ集8』（中央公論社 1993年 のち文庫）
- 『文学強盗の最後の仕事 エッセイ集9』（中央公論社 1994年 のち文庫）
- 『餓鬼大将の論理 エッセイ集10』（中央公論社 1994年 のち文庫）
- 『宮沢賢治に聞く』（こまつ座共著 ネスコ 1995年 のち文春文庫）
- 『井上ひさしの日本語相談』（朝日文芸文庫 1995年 ISBN 978-4022640888）
- 『ベストセラーの戦後史』全2巻（文藝春秋 1995年 のち文春学藝ライブラリーにて「完本」版）
- 『樋口一葉に聞く』（こまつ座共著 ネスコ 1995年 のち文春文庫）
- 『本の運命』（文藝春秋 1997年 のち文庫）
- 『演劇ノート』（白水Uブックス 1997年）
- 『井上ひさしの農業講座』（こまつ座共著 家の光協会 1997年 ISBN 978-4259545246）
- 『太宰治に聞く』（こまつ座共著 ネスコ 1998年 のち文春文庫）
- 『菊池寛の仕事 文藝春秋、大映、競馬、麻雀…時代を編んだ面白がり屋の素顔』（こまつ座共著 ネスコ 1999年）
- 『物語と夢 対談集』（岩波書店 1999年）
- 『わが人生の時刻表』（集英社文庫 2000年 ISBN 978-4087472523）
- 『四千万歩の男 忠敬の生き方』（講談社 2000年 のち文庫 ISBN 978-4062095365）
- 『浅草フランス座の時間』（こまつ座共著 文春ネスコ 2001年 ISBN 978-4890361236）
- 『日本語は七通りの虹の色』（集英社文庫 2001年）
- 『吾輩はなめ猫である』（集英社文庫 2001年 ISBN 978-4087473575）
- 『井上ひさしと141人の仲間たちの作文教室』（新潮文庫 2001年 ISBN 978-4101168296）
- 『にほん語観察ノート』（中央公論新社 2002年 のち文庫 ISBN 978-4122043510）
- 『あてになる国のつくり方 フツー人の誇りと責任』（生活者大学校講師陣共著 光文社 2002年）
- 『井上ひさしの大連 写真と地図で見る満州』（こまつ座共著 小学館「ショトル・ミュージアム」 2002年）
- 『井上ひさしコレクション』全3巻 （岩波書店 2005年4月 - 6月）
- 『ふふふ』（講談社 2005年 のち文庫 ISBN 978-4062125666）
- 『井上ひさしの子どもにつたえる日本国憲法』（講談社 2006年）
- 『映画をたずねて 対談集』（ちくま文庫 2006年）
- 『ボローニャ紀行』（文藝春秋 2008年 のち文庫）
- 『わが蒸発始末記 エッセイ選』（中公文庫 2009年 ISBN 978-4122051348）
- 『ふふふふ』（講談社 2009年 のち文庫 ISBN 978-4062159364）
- 『井上ひさし全選評』（白水社 2010年 ISBN 978-4560080382）
- 『日本語教室』（新潮新書 2011年 ISBN 978-4106104107）
- 『ふかいことをおもしろく 創作の原点』（PHP研究所 2011年 ISBN 978-4569781396）
- 『初日への手紙:「東京裁判三部作」のできるまで』（白水社 2013年 ISBN 978-4560082966）

### 刊行された戯曲
- 『表裏源内蛙合戦』新潮社 1971年 のち文庫
- 『道元の冒険』新潮社 1971年 のち文庫
- 『珍訳聖書』新潮社(書下ろし新潮劇場) 1973年 のち文庫
- 『天保十二年のシェイクスピア』新潮社(書下ろし新潮劇場) 1973年
- 『藪原検校』新潮社 1974年 のち文庫
- 『井上ひさしコント集』講談社 1974年  「井上ひさし笑劇全集」文庫
- 『たいこどんどん』新潮社（書下ろし新潮劇場） 1975年
- 『てんぷくトリオのコント』全3巻 サンワイズ・エンタープライズ 1975年-1977年
- 『しみじみ日本・乃木大将』新潮社 1979年 のち文庫
- 『小林一茶』中央公論社 1980年 のち文庫
- 『イーハトーボの劇列車』新潮社 1980年 のち文庫
- 『国語事件殺人辞典』新潮社 1982年
- 『吾輩は漱石である』集英社 1982年 のち文庫
- 『もとの黙阿弥』文藝春秋 1983年 のち文庫
- 『仇討』中央公論社 1983年
- 『化粧』集英社 1983年 のち文庫
- 『頭痛肩こり樋口一葉』集英社 1984年 のち文庫
- 『空き缶ユートピア』集英社文庫 1984年
- 『きらめく星座 昭和オデオン堂物語』集英社 1985年 のち文庫
- 『泣き虫なまいき石川啄木』新潮社 1986年 のち文庫
- 『花よりタンゴ 銀座ラッキーダンスホール物語』集英社 1986年
- 『雪やこんこん 湯の花劇場物語』朝日新聞社 1987年 のち文庫
- 『闇に咲く花 愛敬稲荷神社物語』講談社 1987年 のち文庫
- 『ひょっこりひょうたん島』全13冊 山元護久共著 1990年-1992年 (ちくま文庫)
- 『シャンハイムーン』集英社 1991年
- 『ある八重子物語』集英社 1992年 のち文庫
- 『マンザナ、わが町』集英社 1993年
- 『井上ひさし全芝居』全7巻 新潮社 1巻から5巻 1993年-1994年 6巻、7巻 2010年
- 『黙阿弥オペラ』新潮社 1995年 のち文庫
- 『父と暮せば』新潮社 1998年 のち文庫
- 『わが友フロイス』ネスコ 1999年
- 『夢の裂け目』小学館 2001年
- 『紙屋町さくらホテル』小学館 2001年
- 『太鼓たたいて笛ふいて』新潮社 2002年 のち文庫
- 『兄おとうと』新潮社 2003年
- 『夢の泪』新潮社 2004年
- 『箱根強羅ホテル』集英社 2006年
- 『夢の痂』集英社 2007年
- 『ロマンス』集英社 2008年
- 『ムサシ』集英社、2009年
- 『うま　—馬に乗ってこの世の外へ―』集英社、2022年 未発表戯曲

### 共著
- 『ひょっこりひょうたん島』全4巻 山元護久 日本放送出版協会 1964年-1965年
- 『長靴をはいた猫』山元護久 小学館の絵文庫 1969年
- 『ひさし・章二巷談辞典』文藝春秋 山藤章二 1981年 のち文庫 ISBN 978-4163365305
- 『月のパロディ大全集』丸谷才一 1984年 朝日文庫
- 『花のパロディ大全集』丸谷才一 1984年 朝日文庫
- 『星のパロディ大全集』丸谷才一 1984年 朝日文庫
- 『国ゆたかにして義を忘れ』つかこうへい 角川書店 1985年
- 『国鉄を考える』伊東光晴 1986年（岩波ブックレット）
- 『ユートピア探し 物語探し』（1988年 大江健三郎・筒井康隆）岩波書店
- 『「日本国憲法」を読み直す』樋口陽一 講談社 1994年 のち文庫
- 『拝啓水谷八重子様 往復書簡』水谷良重 集英社 1995年
- 『国家・宗教・日本人』対談司馬遼太郎 講談社 1996年 のち文庫
- 『新日本共産党宣言』不破哲三対談、1999年 光文社
- 『話し言葉の日本語』平田オリザ 小学館 2003年

### コント台本
- てんぷくトリオのコント 1 - 3 さわ出版 1973年 のち講談社（「井上ひさしコント集」）
- 井上ひさし笑劇全集 1976年 講談社文庫（上 ISBN 4061313347 下 ISBN 4061313355）

### 校歌
- 小さな火花（1982年 北京日本人学校校歌 作詞を担当、作曲は團伊玖磨）
- 川西町立第一中学校[49]
- 川西町立第二中学校[50]
- 川西町立川西中学校 - 2011年4月に川西町の3つの中学校（第一中学校、第二中学校、玉庭中学校）が統合して開校[51]。
- 釜石市立釜石小学校（作曲：宇野誠一郎）

### その他
- 童謡「バンパク ワンパク マーチ」 - 1970年日本万国博覧会・住友童話館のテーマソングで、井上は作詞を担当した（作曲は和田誠）[52]。
- 文楽作品『金壺親父恋達引』 - 1972年にNHKラジオ放送用に執筆され、1973年に人形を加えて撮影されテレビ放送。2016年に国立文楽劇場にて上演[53][54]。
- 映画『平成狸合戦ぽんぽこ』（1994年、高畑勲監督） - 水木しげるらとともに資料提供などに協力しておりエンドロールの「協力」にクレジットされている。井上が小説「腹鼓記」の執筆にあたるために収集したものなどで、井上が蔵書を寄贈して開設された先述の「遅筆堂文庫」もこの映画の「協力」にクレジットされている。

### ドキュメンタリー
- 井上ひさしのボローニャ日記（2004年、NHK-BS）[55]

## 演じた人物
- 北村有起哉 - 劇作家井上ひさし 誕生の物語（NHK BSプレミアム、2013年12月15日）